# Sender Europeu E8
El sender europeu de llarga distància E8 o sender E8 és un dels senders europeus de llarga distància, de 6.140 quilòmetres (3.815 mi) a través d'Europa, des de Cork a Irlanda fins a Bulgària.
Després d'Irlanda, creua el mar d'Irlanda cap a Gal·les i després cap a Anglaterra, on segueix part del sender TransPennine. Després de creuar el Mar del Nord, passa pels Països Baixos, Alemanya, Àustria, Eslovàquia, Polònia, Ucraïna i Romania. Finalment creua Bulgària abans d'arribar a la frontera amb Turquia.
Va ser el primer sender europeu de llarga distància en ser designat i obert al Regne Unit. La secció es va inaugurar el 1996. Alguns dels trams orientals de la ruta estan encara per finalitzar.